# Listă de scriitori mozambicani
Aceasta este o listă de scriitori mozambicani.
- Albino Magaia
- Augusto Carlos
- Armando Artur
- Calane da Silva
- Carlos Cardoso
- Carlos dos Santos
- Célio João Belo
- Davambe
- Delmar Maia Gonçalves
- Eduardo White
- Eusébio Sanjane
- Elton Rebello
- Glória de Sant'Anna
- Gulamo Khan
- Hélder Muteia
- Heliodoro dos Santos Baptista
- João Dias
- João dos Santos Albasini
- João Paulo Borges Coelho
- Jofredino Faife
- Jorge Viegas
- José Craveirinha
- José Pastor
- Juvenal Bucuane
- Leite de Vasconcelos
- Lília Momplé
- Lina Magaia
- Luís Bernardo Honwana
- Luís Carlos Patraquim
- Marcelino dos Santos
- Marcelo Panguana
- Mia Couto
- Nelson Saúte
- Noémia de Sousa
- Orlando Mendes
- Paulina Chiziane
- Pedro Pereira Lopes
- Reinaldo Ferreira
- Rui de Noronha
- Rui Knopfli
- Rui Nogar
- Ruy Guerra
- Suleiman Cassamo
- Ungulani Ba Ka Khosa
- Virgílio de Lemos